# David Walton
Pour les articles homonymes, voir Walton.
David Walton, né le 27 octobre 1978 à Boston dans le Massachusetts, est un acteur américain. Il est connu pour avoir joué le rôle principal dans les séries télévisées Bent, Perfect Couples et About a Boy depuis 2014.

## Biographie

### Enfance et éducation
Son père se nomme John Hunter Walton Junior et sa mère est Carolyn K. Walton. Il a quatre sœurs : Francie, Jennifer, Hilary et Amanda. Il a également deux frères, Will et Burr.
David Walton a étudié à la Dexter Shool à Brookline (Massachusetts) et à St. Paul's School à Concord (New Hampshire) jusqu'en 1997. Puis, il a fait des études d'art et de théâtre à l'Université Brown à Providence (Rhode Island) d'où il sort diplômé en 2001.

### Sa carrière
Ses premiers pas sur scène en tant qu'acteur ont eu lieu lorsqu'il joua Petruchio lors d'une représentation de La Mégère apprivoisée. Il a également joué dans de nombreuses pièces de théâtre lorsqu'il était à St. Paul's School ainsi qu'à Brown.
En 2001, il décide de partir pour New York pour poursuivre sa carrière et se rend à des cours de théâtre à l'Actor's Center. Il fait ses débuts devant l'écran en 2002 dans le court-métrage Fighting Still Life. La même année, il apparaît dans la production One day on Wall Street.
David Walton a ensuite enchaîné plusieurs rôles secondaires dans des séries télévisées, comme The Loop où il joue dans l'épisode pilote uniquement, ou encore, la même année, dans Heist où il incarne Ricky Watman pendant cinq épisodes. Il joue également dans quelques films dont L'Histoire en 2004 où il incarne le personnage de John Pelusso.
Mais c'est à partir de 2010 que sa carrière décolle, notamment grâce à son rôle principal dans les séries télévisées 100 Questions et Perfect Couples. La même année, il incarne le DJ Mark dans le film Burlesque. En 2011, il joue dans la saison 2 de Happy Endings et en 2012, il incarne Pete, le personnage principal de Bent où il est également producteur.
En 2014, il incarne le personnage principal dans About a Boy, une série comique américaine où son personnage, Will Freeman, célibataire sans-emploi voit débarquer de nouveaux voisins, Fiona et son fils, Marcus.

## Vie privée
David Walton est marié depuis 2011 à Majandra Delfino, une chanteuse et actrice américaine qui a joué dans la série télévisée Roswell. David et Majandra ont deux enfants : Cecilia Delphine Walton, née en 2012 et Louis Augustus Walton, né en 2013.

## Citations
- « C'est ce que j'aime dans mon métier. Tu ne sais pas où tu seras dans les années à venir. »[3]
- « Je suis prêt à jouer le même personnage pendant 10 ans si le scénario et les scènes que je joue sont authentiques. »[3]

## Filmographie

### Cinéma
- 2004 : L'Histoire : John Pelusso
- 2009 : Sea, Sex and Fun : Dr Rick
- 2010 : Burlesque : Mark, le DJ
- 2014 : Break Point : Darren
- 2014 : Think Like a Man Too : Terrell
- 2016 : Bad Moms (Mères indignes) de Jon Lucas et Scott Moore : Mike
- 2017 : Bad Moms 2 (A Bad Moms Christmas) : Mike (non crédité)
- 2018 : Happy Anniversary (en) : Arik
- 2020 : Eat Wheaties! de Scott Abramovitch

### Télévision
- 2004-2006 : Cracking Uo (en) : Liam Connor
- 2005 : New Car Smell (téléfilm) : Dave
- 2006 : The Loop : Marco
- 2006 : Heist (en) : Ricky Watman
- 2007 : The World According to Barnes (téléfilm)
- 2008 : Quarterlife (en) : Danny Franklin
- 2009 : US Marshals : Protection de témoins : Willie Ripp / Willie Rabson
- 2010 : 100 Questions : Wayne
- 2010-2011 : Perfect Couples (en) : Vance
- 2011 : Happy Endings : Henry
- 2012 : Bent : Pete Riggins
- 2012-2016 : New Girl : Sam Sweeney (saisons 2 et 5)
- 2013 : Le Candidat de mon cœur (The Makeover) (Téléfilm) :  Elliot Doolittle
- 2014-2015 : About a Boy : Will
- 2014 : Parenthood : Will Freeman
- 2016 : Angie Tribeca : Brad Wilson
- 2016 : Gortimer Gibbon's Life on Normal Street (en) : White Hat
- 2016 : Masters of Sex : Bram Keller
- 2017 : Brockmire : Gary
- 2017 : BoJack Horseman (voix)
- 2017-2018 : 9JKL : Andrew
- 2023 : Power Book II: Ghost : Lucas Weston